# 박우림
박우림(2000년 2월 9일 ~ )은 대한민국의 아역 배우이다.

## 출연 작품

### 드라마
- 2005년 MBC 《레인보우 로망스》
- 2008년 SBS 《일지매》
- 2013년 MBC 《여왕의 교실》... 권혁필 역

### 방송
- 2005년 MBC 《가요 큰잔치》

### 영화
- 2005년 《청연》
- 2006년 《가족의 탄생》
- 2007년 《천년학》
- 2011년 《아이들...》... 조철우 역